# إدموند إتش نورث
إدموند إتش نورث (بالإنجليزية: Edmund H. North)‏ هو كاتب سيناريو أمريكي، ولد في 12 مارس 1911 في نيويورك في الولايات المتحدة، وتوفي في 28 أغسطس 1990 في سانتا مونيكا في الولايات المتحدة.

## وصلات خارجية
- إدموند إتش نورث على موقع IMDb (الإنجليزية)
- إدموند إتش نورث على موقع قاعدة بيانات الفيلم (الإنجليزية)